# Las Ventas de San Julián
Las Ventas de San Julián è un comune spagnolo di 238 abitanti situato nella comunità autonoma di Castiglia-La Mancia.